# Panzerwurfmine
La Panzerwurfmine o PWM è una bomba a mano a getto anticarro a carica cava usata dalla fanteria della Wehrmacht durante la seconda guerra mondiale.
Di aspetto molto simile alla granata del Panzerfaust, l'arma era costituita da una carica esplosiva di forma conica posta all'estremità di un manico di legno su cui erano montate delle alette stabilizzatrici di tela che si dispiegavano dopo il lancio. Sebbene le alette contribuissero a stabilizzare la traiettoria dopo il lancio, in generale la PWM non diede i risultati sperati, a causa della gittata relativamente bassa e dal fatto che era raro ottenere un impatto perpendicolare col bersaglio, necessario affinché la carica cava a getto funzioni a piena efficienza.
Furono prodotte due versioni della granata:
- Panzerwurfmine Lang (Lunga) - PWM-L
- Panzerwurfmine Kurz (Corta) - PWM-Kz, dove le alette erano sostituite da una striscia di tela

Entrambi i modelli, nelle condizioni ideali di un impatto perpendicolare con la corazza del bersaglio,  assicuravano una penetrazione di circa 150mm di acciaio.